# 芒廷湖 (佛羅里達州)
芒廷湖（英語：Mountain Lake）是位於美國佛羅里達州波爾克縣的一個非建制地區。該地的面積和人口皆未知。

## 地理
芒廷湖的座標為27°28′50″N 81°18′41″W / 27.48056°N 81.31139°W，而該地的平均海拔高度為33米（即108英尺）。